# U-2341
U-2341 – niemiecki okręt podwodny (U-Boot) przybrzeżnego typu XXIII z okresu II wojny światowej. Okręt wszedł do służby w 1944 roku.

## Historia
Położenie stępki nastąpiło 23 sierpnia 1944 roku w stoczni Deutsche Werft w Hamburgu; wodowanie 3 października 1944. Okręt wszedł do służby 21 października 1944 roku.
U-2341 do zakończenia wojny nie osiągnął gotowości bojowej. Nie wykonał żadnego patrolu bojowego, w związku z tym nie zatopił żadnej jednostki przeciwnika.
Poddany 5 maja 1945 roku w Cuxhaven (Niemcy), przebazowany 21 czerwca 1945 roku do Lisahally (Irlandia Północna). Zatopiony 31 grudnia 1945 roku ogniem artyleryjskim niszczycieli HMS „Onslaught” i ORP „Błyskawica” podczas operacji Deadlight.